# Simion Oeriu
Simion Oeriu - Schaefer (n. 19 decembrie 1902, Iași – d. 1976, Israel) a fost un biochimist român-evreu , membru corespondent al Academiei Române, profesor universitar, a elaborat o serie de manuale universitare și, politician comunist.
A contribuit la perfecționarea chimioterapiei tuberculozei, preparând substanțe cu potențial de a  inhiba rezistența microbilor la antibiotice. A studiat, din punct de vedere biochimic, fenomenul îmbătrânirii și al biostimulatorilor.
Prof. Oeriu a fost și unul dintre participanții la construirea unui sistem sanitar de tip comunist.
La bătrânețe a emigrat în Israel.

## Implicarea politică
În 1945, Oeriu era secretar general al ARLUS .
Oeriu a fost numit comisar general al executării armistițiului, cu rang de subsecretar de stat (1945-1946) și comisar general al guvernului pentru legătura cu Comisia Aliată de Control (1946-1947), apoi comisar al guvernului pentru aplicarea Tratatului de Pace de la Paris. „Comisia Ministerială pentru executarea Tratatului de Pace” a fost înființată în ședința Consiliului de Miniștri al României, din 26 septembrie 1947, iar Oeriu a fost numit președinte. Atribuțiile acestei comisii erau de a elabora normele cu caracter general și specific pentru aplicarea Tratatului, programarea și coordonarea lucrărilor în acest sens, repartizarea pe departamente a obligațiilor, interpretarea clauzelor Tratatului și autorizarea departamentelor de a încheia aranjamente și convenții necesare executării obligațiilor din Tratat.
După 1944 au început presiuni asupra titularului catedrei de biochimie de la Facultatea de Medicină din București, Profesorul Ciocâlteu (în urma vederilor legionare ale fiului său) pentru numirea ca profesor a evreului și comunistului Oeriu (Schaefer) - pînă la acea dată, evreii erau excluși din universități, atât ca studenți, cât și ca profesori. În februarie 1947, Ministrul Educației, Ștefan Voitec a cerut epurarea Profesorului Ciocâlteu, în pofida faptului că o comisie de epurare îi analizase dosarul și îl găsise fără reproș.. În Analele Cursului de vară de la Sighet („Academia Civică”) este citat ca un oponent al profesorului Vintilă Ciocâlteu, care l-a considerat ca „politruc” (vezi Analele Sighet, 2005, Prof. Dr. Dinu Antonescu ). 
În calitate de președinte al Comisiei Ministeriale pentru Aplicarea Tratatului de Pace, Oeriu este unul din cosemnatarii "Proclamației guvernului către popor", din 30 decembrie 1947, prin care se aducea la cunoștință abdicarea regelui Mihai.

## Distincții
- Medalia „40 de ani de la înființarea Partidului Comunist din Romînia” (6 mai 1961) „pentru activitate îndelungată în mișcarea muncitorească și merite în opera de construire a socialismului”[10]
- Ordinul „23 August” clasa a IV-a (6 mai 1961) „cu prilejul celei de-a 40-a aniversări de la înființarea Partidului Comunist din Romînia, pentru îndelungată activitate în mișcarea muncitorească, pentru merite deosebite în opera de construire a socialismului”[11]
- Ordinul „Meritul Științific” clasa a II-a (20 aprilie 1971) „pentru merite deosebite în opera de construire a socialismului, cu prilejul aniversării a 50 de ani de la constituirea Partidului Comunist Român”[12]

## Scrieri
- Manual de Chimie Biologică, București: Tip. Invățămîntului, 1956.